# Thạch hộc lông đen
Thạch hộc lông đen hay bình minh (danh pháp hai phần: Dendrobium williamsonii) là một loài lan trong chi Lan hoàng thảo.
Cây phân bố ở Ấn Độ, Myanmar, Trung Quốc, Việt Nam. Tại Việt Nam, cây có mặt ở các khu vực: Đà Nẵng, Lâm Đồng.